# Zamarada labifera
Zamarada labifera är en fjärilsart som beskrevs av Louis Beethoven Prout 1915. Zamarada labifera ingår i släktet Zamarada och familjen mätare. Inga underarter finns listade i Catalogue of Life.